# Thủy điện Đăk Glun
Thủy điện Đăk Glun là công trình thủy điện xây dựng trên dòng sông Đăk G'lun tại vùng đất thôn Bù Ghe, xã Đăk Nhau huyện Bù Đăng tỉnh Bình Phước, Việt Nam.
Thủy điện Đăk Glun có công suất lắp máy 18 MW với 2 tổ máy, khởi công tháng 9/2009, hoàn thành tháng 8/2011.

## Đăk G'lun
Sông Đăk G'lun hay Đăk G'lum là tên gọi khác của dòng thượng nguồn sông Bé, khởi nguồn ở vùng núi huyện Đắk R'lấp tỉnh Đắk Nông.

## Chỉ dẫn
1. ↑  Trong tiếng các dân tộc thuộc nhóm ngôn ngữ Môn-Khmer ở Tây Nguyên và trong tiếng Việt cổ (trước thế kỷ 16, xem Chữ Nôm) thì đăk đã có nghĩa là nước, sông, suối, còn krông nghĩa là sông.